# NGC 2002
NGC 2002 (другое обозначение — ESO 86-SC3) — рассеянное скопление в созвездии Золотая Рыба.
Этот объект входит в число перечисленных в оригинальной редакции «Нового общего каталога».
В скоплении наблюдается сильная звёздная стратификация, в NGC 2002 она характерна как для ярких, так и для слабых звёзд.